# Håkon Jarl

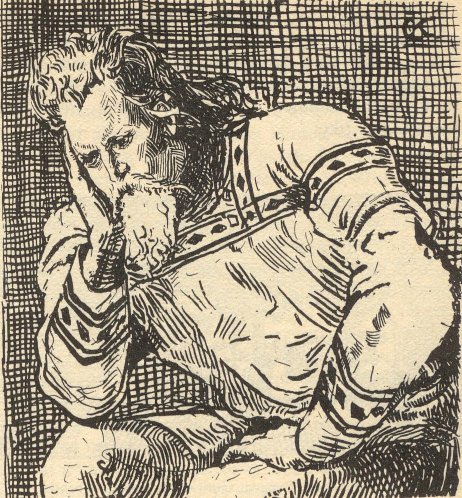
Håkon Jarl, historisierende Zeichnung von Christian Krohg

Der Ladejarl Håkon Sigurdsson (anord.: Hákon Sigurðarson) oder Håkon Jarl, Håkon Ladejarl, Hákon jarl hinn ríki, genannt "der Reiche" oder "der Mächtige" (* um 935 in Lade; † 995 in Romol, dem heutigen Melhus), war von etwa 971 bis zu seinem Tod im Jahre 995 als Reichsverweser de facto Regent von Norwegen.

## Herkunft
Er stammte aus dem Geschlecht der Ladejarl und war der Sohn von Sigurd Håkonsson, Jarl des Trøndelag. Seine Mutter war Bergljot Toresdotter, eine Tochter von Tore Ragnvaldsson, dem Jarl von Möre, und der Prinzessin Alof Aaarbod, einer Tochter von König Harald Schönhaar von Norwegen aus seiner zweiten Ehe mit Gyda, einer Tochter des Königs Eirik von Hördeland.

## Leben
Hakon Sigurdsson folgte als Jarl von Lade auf seinen Vater Sigurd Håkonsson, nachdem dieser – der ein Freund und Ratgeber von König Håkon dem Guten von Norwegen war – im Jahre 962 von König Harald Graufell von Norwegen und dessen Brüdern ermordet worden war. Hakon kämpfte einige Zeit mit Harald Graufell, bis er gezwungen war, nach Dänemark zu Harald Blauzahn zu fliehen, wo er sich mit diesem gegen Harald Graufell verbündete.
Als Harald Graufell 971 getötet wurde, regierte Håkon Jarl Norwegen als Harald Blauzahns Vasall. Faktisch war er jedoch ein unabhängiger Herrscher. In Harald Blauzahns Auftrag griff er Götaland an und tötete dessen Herrscher Jarl Ottar. Im Herbst des Jahres 974 verteidigte er nach einem Überfall Harald Blauzahns auf Nordalbingien das Danewerk erfolgreich gegen den ersten Ansturm eines Reichsheeres aus Sachsen, Franken, Friesen und Abodriten unter der Führung Kaiser Ottos II., des sächsischen Herzoges Bernhard I. und des Grafen Heinrich von Stade. Als Håkon Jarl bemerkte, wie das feindliche Heer sich anschickte mit Hilfe der abodritischen Flotte die Schlei zu überqueren und damit das Danewerk zu umgehen, trat er mit seinen Gefolgsleuten den Rückzug nach Norwegen an.
Håkon Jarl glaubte an die alten Götter, und als Harald Blauzahn versuchte, ihn um 975 zum Christentum zu zwingen, brach seine Treue zu Dänemark. In der Schlacht bei Hjørungavåg im Jahr 986 wurde ein dänisches Invasionsheer geschlagen, woraufhin Dänemark für kurze Zeit die Macht über Norwegen verlor. 977 floh Wladimir von Kiew zu Håkon Jarl. Er sammelte so viele Wikingerkrieger, wie er konnte, um Nowgorod zurückzuerobern, bei seiner Rückkehr im Jahr darauf marschierte er gegen Jaropolk I.
995 kam es zum Zerwürfnis zwischen den Trøndern und Håkon Jarl, als Olaf Tryggvason im Trøndelag auftauchte. Håkon Jarl verlor schnell alle Unterstützung, musste auf den Hof Rimol (heute Romol) in Melhus fliehen und wurde dort von seinem eigenen Sklaven und Freund Tormod Kark ermordet. Seine beiden Söhne Erik und Sven und einige andere flohen zum schwedischen König Olof Skötkonung. Håkon Jarls Tod sollte in der Seeschlacht von Svold gerächt werden.
Håkon Jarl hatte eine Reihe von Skalden in seinem Gefolge: Øyvind Skaldespiller, Einar Helgason genannt Einar Skalaglam, Tindr Hallkelsson, Eilífr Goðrúnarson.

## Belletristik
In einigen historischen Romanen des Autors Axel S. Meyer spielt die Figur des Jarls Hakon eine Hauptrolle. Die bislang drei erschienenen Romane der Reihe thematisieren das zum Teil fiktiv ausgestaltete Leben des Jarls in den Jahren 955 bis 969.